# Hermann-Lenz-Preis
Der Hermann-Lenz-Preis war ein mit 15.000 Euro dotierter Literaturpreis, mit dem von 1999 bis 2009 jährlich ein deutschsprachiger Schriftsteller ausgezeichnet wurde. Der nach Hermann Lenz benannte Preis wurde von Hubert Burda in Nachfolge des Petrarca-Preises gestiftet. Die Jurymitglieder waren Peter Hamm, Peter Handke, Alfred Kolleritsch und Michael Krüger. 

## Preisträger
- 1999: Josef W. Janker
- 2000: Johannes Kühn
- 2001: Ralf Rothmann
- 2002: Erich Wolfgang Skwara
- 2003: Joseph Zoderer
- 2004: Walter Kappacher
- 2005: Franz Weinzettl
- 2006: Jürgen Becker
- 2007: Angela Krauß
- 2008: Xaver Bayer
- 2009: Friederike Mayröcker

### Hermann-Lenz-Stipendium
Zusammen mit diesem Preis wurde das Hermann-Lenz-Stipendium verliehen, das Hanne und Hermann Lenz für junge deutschsprachige Schriftsteller oder Literaturwissenschaftler eingerichtet hatten.
Das Stipendium wird weiterhin vergeben und ab 2010 gemeinsam mit dem Petrarca-Preis und dem Hubert-Burda-Preis für junge Lyrik verliehen.
Hermann-Lenz-Stipendiaten waren:
- 1997 Felicitas Hoppe
- 1998 Doron Rabinovici, Daniel Hoffmann
- 1999 Jagoda Marinić, Walle Sayer, Christian Lehnert
- 2000 Lutz Seiler, Norbert Hummelt, Richard Obermayr
- 2001 Fridolin Schley, Catalin Dorian Florescu, Marica Bodrožić, Tom Wolf
- 2002 Mikael Vogel, Händl Klaus, Xaver Bayer, Wolfgang Welt
- 2003 Jörg Matheis, Julia Schoch, Denis Mikan
- 2004 Thomas Stangl, Monique Schwitter, Christine Pitzke
- 2005 Martina Hefter, Andrea Winkler, Gerhild Steinbuch, Antanas Gailius
- 2006 Daniela Danz, Philipp Weiss, Nico Bleutge
- 2007 Angelika Reitzer, Katharina Tanner, Simone Hirth
- 2008 Nancy Hünger, Kerstin Preiwuß, Reinhard Kaiser-Mühlecker, Simone Bischoff
- 2009 Julia Blesken, Christian Rosenau
- 2010 Nadja Küchenmeister, Mirja Leena Klein, Drago Tesevic
- 2011 Renatus Deckert, Silvia Wolkan
- 2012 Olga Grjasnowa
- 2013 Ulrich Rüdenauer
- 2020 Christine Velan

### Hermann-Lenz-Stiftung
Der Dichter Hermann Lenz und seine Ehefrau, die Kunsthistorikerin Johanna Lenz (geb. Trautwein) errichteten im Jahr 1993 eine öffentliche Stiftung des bürgerlichen Rechts mit Sitz München. Zweck der Stiftung ist "die Erhaltung des Andenkens und des Werkes von Hermann Lenz, im engeren Sinn die finanzielle Unterstützung von Autoren und Literaturwissenschaftlern zur Förderung ihrer schriftstellerischen oder wissenschaftlichen Tätigkeit durch Vergabe von Stipendien und/oder
Sachleistungen." Dem Vorstand gehören an: Albert Ostermaier (Vorsitzender), Rachel Salamander und Eva Wendl. Zum Literarischen Beirat gehören Rainer Moritz und Andreas Zielcke (Stand: 2023).